# Edwin Vose Sumner
Pour les articles homonymes, voir Vose.
Edwin Vose Sumner, né le 30 janvier 1797 à Boston, État du Massachusetts, et décédé le 21 mars 1863 à Syracuse, État de New York) est un officier de l’United States Army, principalement connu pour avoir été général de corps d’armée dans l’Union Army durant la guerre de Sécession.

## Avant la guerre
Edwin Sumner naît le 30 janvier 1797 à Boston. Il entre le 3 mars 1819 dans l’United States Army au 2nd U.S. Infantry avec le grade de second lieutenant puis est promu first lieutenant le 25 janvier 1823. Le 4 mars 1833 il devient capitaine au 1st Dragoons, avec lequel il sert dans les régions frontalières et au début de la guerre américano-mexicaine. Peu après le début de celle-ci, le 30 juin 1846, il est promu major. Il reçoit un brevet de lieutenant-colonel le 18 avril 1847 en récompense de son courage pendant la bataille de Cerro Gordo puis de colonel le 8 septembre 1847 après la bataille de Molino del Rey. Il ne devient toutefois lieutenant colonel de plein droit qu’après la fin des hostilités, le 13 juillet 1848, et colonel le 3 mars 1855, quand il est nommé au 1st Cavalry. Il participe avec cette unité au conflit connu sous le nom de Bleeding Kansas en 1856 en tant que commandant de fort Leavenworth,.

## Guerre de Sécession
Edwin Sumner est nommé brigadier-général le 16 mars 1861 en remplacement de David E. Twiggs, qui a rejoint les États sécessionnistes,. Lorsque le major-général George B. McClellan constitue les corps d'armée au sein de l'armée du Potomac, il est placé à la tête du IIe corps bien qu'il se soit prononcé contre le plan Urbanna proposé par McClellan lors du conseil du 8 mars. Il se montre néanmoins peu efficace au début de la campagne de la Péninsule, McClellan écrivant même dans son journal après la bataille de Williamsburg que son incompétence a manqué de peu de leur faire perdre la bataille. Il se rattrape toutefois à la bataille de Seven Pines, pendant laquelle il dirige ses troupes avec succès dans des conditions difficiles, ce qui lui vaut de recevoir le brevet de major-général le 31 mai 1862 et nommé dans ce rang le 16 juillet.
Malgré ce succès, il reste vivement critiqué au sein de l’armée. Il est en effet accusé de faiblesse de caractère, puis après la bataille d'Antietam, de manière quelque peu contradictoire, d’agir comme un colonel en combattant à la tête de ses soldats plutôt que de superviser de l’arrière devrait le faire un général. Cela ne l’empêche toutefois pas d’obtenir le commandement d’une grande division regroupant le IIe et le IXe Corps à la bataille de Fredericksburg.
Lorsque Joseph Hooker reçoit le commandement de l’armée du Potomac, Sumner demande à être relevé de ses fonctions. Dans son journal, le colonel d’artillerie Charles Wainwright décrit ce retrait comme « un soulagement », pour l’armée en raison de son incompétence et blâme ceux qui l’ont laissé aussi longtemps à un poste trop élevé pour ses talents. De son côté, Sumner est nommé au commandement du département du Missouri. Il tombe toutefois malade sur le trajet et meurt le 21 mars 1863 à Syracuse, dans l’État de New York. Il y est enterré au cimetière d’Oakwood.